# Drepanosticta conica
Drepanosticta conica är en trollsländeart som först beskrevs av Martin 1909.  Drepanosticta conica ingår i släktet Drepanosticta och familjen Platystictidae. IUCN kategoriserar arten globalt som otillräckligt studerad. Inga underarter finns listade i Catalogue of Life.